# Berlin (Connecticut)
Berlin es un pueblo ubicado en el condado de Hartford en el estado estadounidense de Connecticut. En el año 2005 tenía una población de 19.590 habitantes y una densidad poblacional de 285 personas por km².

## Geografía
Berlin se encuentra ubicada en las coordenadas 41°36′50″N 72°46′21″O / 41.61389, -72.77250.

## Demografía
Según la Oficina del Censo en 2000 los ingresos medios por hogar en la localidad eran de $68,068, y los ingresos medios por familia eran $76,756. Los hombres tenían unos ingresos medios de $49,714 frente a los $34,832 para las mujeres. La renta per cápita para la localidad era de $27,744. Alrededor del 2.5% de la población estaban por debajo del umbral de pobreza.